# Estremecimiento
Estremecimiento (también llamado tiritar) es una función corporal en respuesta al frío en animales de sangre caliente. Cuando baja la temperatura corporal central, se activa el reflejo de temblor para mantener la homeostasis. Los músculos esqueléticos comienzan a temblar en pequeños movimientos, creando calor al gastar energía. Los temblores también pueden ser una respuesta a la fiebre, ya que una persona puede sentir frío. Durante la fiebre, se eleva el punto de ajuste hipotalámico para la temperatura. El aumento del punto de ajuste hace que la temperatura corporal aumente (pirexia), pero también hace que el paciente se sienta frío hasta que se alcanza el nuevo punto de ajuste. Los escalofríos severos con temblores violentos se llaman rigores. Los rigores se producen porque el cuerpo del paciente tiembla en un intento fisiológico de aumentar la temperatura corporal al nuevo punto de ajuste. 
Ubicado en el hipotálamo posterior, cerca de la pared del tercer ventrículo, se encuentra un área llamada centro motor primario para temblar. Esta área normalmente está inhibida por las señales del centro de calor en el área hipotálamo-preóptica anterior, pero está excitada por las señales frías de la piel y la médula espinal. Por lo tanto, este centro se activa cuando la temperatura corporal cae incluso una fracción de grado por debajo de un nivel crítico de temperatura. 
El aumento de la actividad muscular da como resultado la generación de calor como subproducto. Muy a menudo, cuando el propósito de la actividad muscular es producir movimiento, el calor es energía desperdiciada. Al temblar, el calor es el principal producto previsto y se utiliza para calentar. 
Los bebés recién nacidos, los bebés y los niños pequeños experimentan una mayor pérdida (neta) de calor que los adultos porque no pueden temblar para mantener el calor corporal. Dependen de la termogénesis sin temblores. Los niños tienen una mayor cantidad de tejido adiposo marrón (mayor suministro vascular y alta densidad mitocondrial) y, cuando están estresados por el frío, tendrán un mayor consumo de oxígeno y liberarán noradrenalina. La norepinefrina reaccionará con las lipasas en la grasa marrón para descomponer la grasa en triglicéridos. Los triglicéridos se metabolizan luego a glicerol y ácidos grasos no esterificados. Éstos entonces se degradan más en el proceso de generación de calor necesaria para formar CO2 y agua. Químicamente, en las mitocondrias, el gradiente de protones que produce la fuerza electromotriz de protones que normalmente se usa para sintetizar ATP se pasa por alto para producir calor directamente. 
Los temblores también pueden aparecer después de la cirugía. Esto se conoce como temblores postanestésicos. 
En los humanos, los temblores también pueden ser causados por la simple cognición. Esto se conoce como temblores psicógenos.

## En los ancianos
La capacidad funcional del sistema termorregulador se altera con el envejecimiento, reduciendo la resistencia de las personas mayores a temperaturas extremas. La respuesta de temblor puede verse muy disminuida o incluso ausente en los ancianos, lo que resulta en una caída significativa de la temperatura corporal profunda media al exponerse al frío. Las pruebas estándar de la función termorreguladora muestran una tasa marcadamente diferente de disminución de los procesos termorreguladores en diferentes individuos con envejecimiento.